# Wybór mafii 2
Wybór mafii 2 (oryg. Hak se wui yi wo wai kwai) – hongkoński dreszczowiec dramat kryminalny w reżyserii Johnniego To wydany 4 kwietnia 2006 roku.

## Fabuła
Triady w Hongkongu prowadzone przez Lam Loka (Simon Yam) stają się najpotężniejszymi organizacjami przestępczymi na świecie. Jednak jedna z wewnętrznych frakcji zaczyna coraz bardziej krytykować bezwzględne zasady zarządzania nowego szefa. Jej przywódcą jest Jimmy (Louis Koo) – gangster, który dzięki nielegalnej działalności zbudował również wielkie legalne imperium finansowe, który jako jeden z najpoważniejszych konkurentów Loka, startuje w wyborach. Dzięki wielu wpływom Jimmy może stać się idealnym kandydatem, który pogodzi organizacje przestępcze z władzami kraju, co pozwoli zakończyć walkę. Chińczycy obiecują Jimmy’emu dostęp do przemysłu na kontynencie, jeśli właśnie on wygra przyszłe wybory. Jimmy, aby zacząć legalnie życie, musi jednak zostać przywódcą Triad na kolejne dwa lata. Gdy rozpocznie się kolejna bezwzględna walka, Jimmy szybko odkryje, że przyszłość jego, jak i Triad zależeć będzie od innej, znacznie większej potęgi.

## Obsada
Źródło: Filmweb

- Mark Cheng – Bo
- Nick Cheung – Jet
- Cheung Siu-fai – Pan So
- Louis Koo – Jimmy
- Gordon Lam – Kun
- Lam Suet – Big Head
- Andy On – Lik
- Tam Ping-Man – wujek Cocky
- Wong Tin-lam – wujek Teng Wai
- Simon Yam – Lam Lok

## Odbiór
Film zarobił 1 833 853 dolarów amerykańskich, w tym 158 404 we Francji i 54 855 tanach Zjednoczonych.
W 2007 roku podczas 14. edycji Hong Kong Film Critics Society Award film zdobył nagrodę Hong Kong Film Critics Society Award. Podczas 26. edycji Hong Kong Film Awards Johnnie To, Simon Yam i Nick Cheung byli nominowani do nagrody Hong Kong Film Award w kategorii Best Director, Best Supporting Actor i Best Supporting Actor. Dennis Law i Johnnie To byli nominowani w kategorii Best Screenplay, a Yau Nai-Hoi i Yip Tin-Shing byli nominowani w kategorii Best Screenplay.